# Simeto
Simeto (łac. Symaethus, starogr. Σύμαιθος Sýmaithos) – rzeka na Sycylii. Wypływa z gór Nebrodi na wysokości ok. 1000 m n.p.m., przepływa przez Nizinę Katańską i uchodzi do Morza Jońskiego (Morze Śródziemne). Druga pod względem długości rzeka na Sycylii, po Salso.